# لوانت هرالد
لوانت هرالد روزنامه‌ای دو زبانه بود که بین سال‌های ۱۹۱۴–۱۸۵۶ م. در قسطنطنیه منتشر می‌شد. این روزنامه توسط توسط اتباع بریتانیایی امپراتوری عثمانی تأسیس و به زبان‌های انگلیسی و فرانسوی انتشار می‌یافت. این روزنامه بیش از پنجاه سال منتشر شد و یکی از روزنامه‌هایی بود که از نظر زمانی مدتی طولانی در امپراتوری منتشر شد، اگرچه گه‌گاهی چاپ آن ممنوع شد.

## تاریخچه و مشخصات
لوانت هرالد در سال ۱۸۵۶م. تأسیس شد مؤسس آن جیمز کارلیل مک کوان بود که ویراستار آن نیز بود. این روزنامه به‌طور موقت در دورهٔ بین ۲۹ مه تا ۲۴ ژوئیه ۱۸۷۸م. تعطیل شد نسخه هفتگی این روزنامه به نام پیام رسان قسطنطنیه اولین بار در ۲۴ ژوئیه ۱۸۷۸م. منتشر شد پیام رسان قسطنطنیه یک نشریه هشت صفحه‌ای بود که چهارشنبه‌ها منتشر می‌شد. این نشریه از سال ۱۸۹۰م تا بسته شدن آن در سال ۱۹۱۴م، تحت عنوان لوانت هرالد اند ایسترن اکسپرس منتشر شد.
ادگار ویتاکر از سردبیران روزنامه بود که تمام رویدادهای مهم آن دوره از جمله روابط عثمانی و روسیه، مسئله بلغارستان، تنش‌ها در بالکان و جنگ روسیه و عثمانی را پوشش می‌داد. او یکی از حامیان سلطان مراد پنجم عثمانی بود. این روزنامه همچنین مخالف عبدالحمیت، یکی دیگر از حاکمان عثمانی، بود.
فصل سی و چهارم کتاب بیگناهان خارج از کشور نوشتهٔ مارک تواین شامل ارجاعاتی به روزنامه لوانت هرالد است. در این کتاب نوشته شده به دلیل گزارش‌های مکرر این روزنامه دربارهٔ شورشیان کرت، در اواخر دههٔ ۱۸۶۰م. اغلب توسط مقامات عثمانی سانسور می‌شد. لوانت هرالد در سال ۱۹۰۷ موفق شد ۵٫۲۰۰ نسخه بفروشد. در نهایت انتشار این روزنامه در سال ۱۹۱۴ متوقف شد.